# Провинција Хизен
Хизен (јап. 肥前国) је једна од 66 историјских провинција Јапана, која је постојала од почетка 8. века (закон Таихо из 703. године) до Мејџи реформи у другој половини 19. века. Хизен се налазио на северозападној обали острва Кјушу.
Царским декретом од 29. августа 1871. све постојеће провинције замењене су префектурама. Територија Хизена припада данашњим префектурама Сага и Нагасаки.

## Географија
Хизен је најзападнија од девет провинција острва Кјушу. На северу је излазио на Корејски мореуз, а на западу на Источно кинеско море. У јужном делу провинције налазило се полуострво Шимабара, место великог сељачког устанка из 1637–1638. На истоку се граничио са  западу је излазио на Унутрашње море. На истоку се граничио са провинцијама Чикузен и Чикуго.